# Polygala hamarensis
Polygala hamarensis är en jungfrulinsväxtart som beskrevs av M. Thulin och F.M. Raimondo. Polygala hamarensis ingår i släktet jungfrulinssläktet, och familjen jungfrulinsväxter. Inga underarter finns listade i Catalogue of Life.